# Flavour Network
 (décembre 2020).
Flavour Network est une chaîne de télévision canadienne spécialisée de catégorie A appartenant à Corus Entertainment, lancée le 9 octobre 2000 en tant que déclinaison canadienne de Food Network jusqu'en décembre 2024.

## Histoire
La version américaine de Food Network a été disponible dans les foyers canadiens de câblodistributeurs participants depuis 1997. Après avoir obtenu une licence en juillet 2000, Alliance Atlantis a lancé la version canadienne en octobre 2000 en remplacement de la version américaine. Elle diffuse la programmation indépendamment de la version américaine et produit des émissions propres au Canada (You Gotta Eat Here! par exemple) afin de remplir ses conditions de licence de contenu canadien. Après le rachat des parts de Alliance Atlantis par Canwest en janvier 2008, ces parts ont été rachetées par la compagnie Shaw Media en octobre 2010.
Une version haute définition a été lancée le 5 octobre 2011.
Le 4 mars 2013, Shaw Media annonce que Corus vendra ses parts dans la chaîne, sous approbation du CRTC.
Depuis le 1er avril 2016, Shaw Media appartient désormais à Corus Entertainment.
En juin 2024, Warner Bros. Discovery met fin à son entente commerciale avec Corus à la fin 2024, ayant signé un contrat lucratif avec Rogers. La chaîne changera de nom pour Flavour Network dès le 30 décembre 2024. Rogers lancera sa version de la chaîne deux jours plus tard, le 1er janvier 2025, dont seuls Rogers et Shaw Direct offriront au lancement.

## Logos

Logo de 2000 à 2005.
Logo de 2014 à 2024.